# Nearshoring
Nearshoring of nearshore outsourcing is het uitbesteden van zakelijke activiteiten aan een organisatie in een relatief dichtbijgelegen ander land met lagere lonen. Nearshoring is te onderscheiden van offshoring, het uitbesteden van activiteiten naar verder weg gelegen landen. Een voorbeeld is dat IBM kiest voor offshoring naar India, terwijl SAP AG en Boskalis kiezen voor nearshoring naar respectievelijk Bulgarije en Roemenië. Veelgehoorde argumenten voor nearshoring zijn kwaliteit, flexibiliteit en kostenreductie, terwijl de verschillen in bijvoorbeeld werktijden, (bedrijfs)cultuur, taal, politiek en wetgeving minder ingrijpend zijn dan bij offshoring naar een ander continent. Nearshoring neemt snel toe in populariteit, met name als het gaat om software-ontwikkeling.

## Nearshoring in Nederland

### Nearshoring en werkgelegenheid
In een in november 2009 verschenen publicatie presenteert de brancheorganisatie ICT~Office een visie op de trends en ontwikkelingen in de Nederlandse ICT-arbeidsmarkt. Kern van de analyse is dat de behoefte aan veelzijdige, goed opgeleide en leergierige ICT-professionals nog jarenlang zal blijven bestaan. Het rapport bevat tevens een analyse van de effecten van outsourcing: "Uit onderzoek van de Raad voor Werk en Inkomen (RWI) uit 2005 blijkt ook dat de werkgelegenheidseffecten van outsourcing zeer beperkt blijven en dat outsourcing eerder de ontwikkeling in Nederland van meer hoogwaardige banen stimuleert."

### Nearshoring in de toekomst
Nog krachtiger werd onlangs in Computable het uitbesteden van software-ontwikkeling bepleit: er is in Nederland niet alleen sprake van behoefte, maar ook van een schreeuwend tekort aan goede technisch ontwikkelaars. De keuze voor nearshoring naar Oost-Europese landen is een logisch gevolg van dit tekort. Volgens een onderzoek van Yellowtail zijn de ruimere arbeidsmarkt, de uitstekende opleidingen en de op kwaliteit gerichte ambities enkele van de belangrijkste factoren in de spectaculaire opmars van nearshoring.